# Justizanstalt Eisenstadt

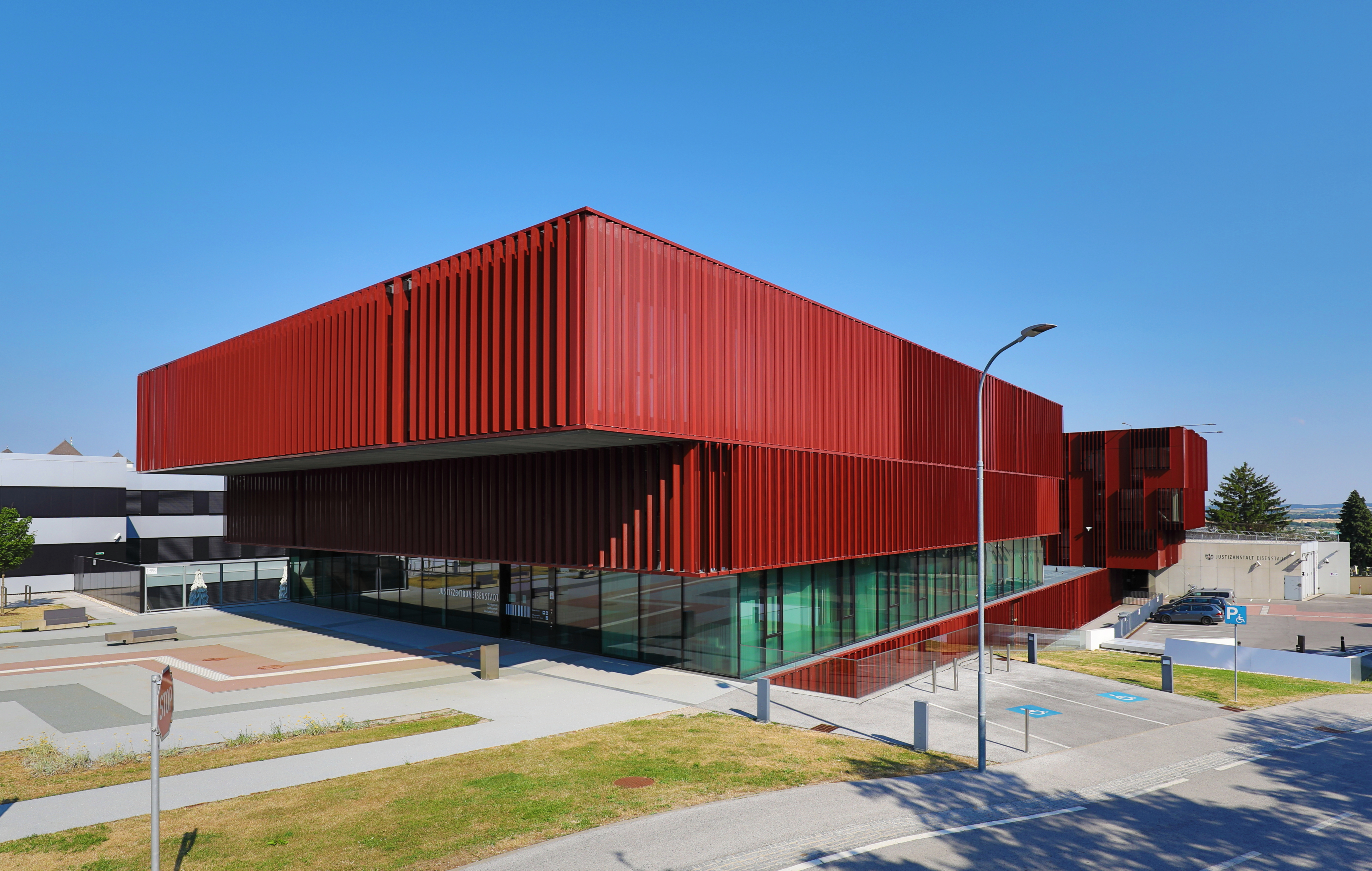
Gerichtsgebäude des Justizzentrums Eisenstadt

Die Justizanstalt Eisenstadt ist ein Gerichtliches Gefangenenhaus, das dem Landesgericht in der Statutarstadt Eisenstadt angeschlossen ist. Das Gefängnis ist die einzige Strafvollzugseinrichtung im Burgenland.
Auf 163 Planhaftplätze kamen zum Stichtag 30. August 2007 155 Häftlinge, was einer Gesamtauslastung von 95,09 % entsprach. Die Haftanstalt war damit im österreichweiten Vergleich etwa durchschnittlich ausgelastet. Die vorhandenen Haftplätze werden zur Unterbringung von Untersuchungshäftlingen, zum Vollzug von Freiheitsstrafen, die 18 Monate nicht überschreiten sowie zum Vollzug von Finanzstrafhaften genutzt. 

## Geschichte
In Betrieb genommen wurde die Anstalt 1968 als erstes neu erbautes Gefängnis nach dem Zweiten Weltkrieg in Österreich. Ab dem Jahr 1972 wurden nur noch männliche Gefangene in der Justizanstalt untergebracht, was sich mit der Fertigstellung des Neubaus des Justizzentrums im Jahr 2016 wieder änderte. 
Dieser Umbau wurde ab dem Jahr 2010 im Auftrag der Bundesimmobiliengesellschaft im Rahmen eines grundlegenden Um- und Neubaus des Justizzentrums Eisenstadt, das neben der Justizanstalt auch das Landesgericht und die Staatsanwaltschaft umfasst, realisiert. Nachdem im August 2013 die Räumlichkeiten von Landesgericht und Staatsanwaltschaft ihrer Bestimmung übergeben werden konnten, wurde anschließend bei laufendem Betrieb am Umbau des Justizanstalt-Trakts gearbeitet. Dieser Umbau wurde schließlich im Juni 2016 nach sechsjähriger Bauzeit ebenfalls abgeschlossen und gewährte, dass die Anstalt nunmehr sämtlichen Anforderungen an einen modernen Strafvollzug entspricht. Die bestehenden Sechs- bzw. Vier-Betten-Zellen werden dabei komplett durch Einzel- und Zweierzellen ersetzt. Zusätzlich wurde mit dem Umbau wieder eine eigene Frauen-Abteilung geschaffen, sodass seit 2016 auch weibliche Untersuchungs- und Strafgefangene wieder im Burgenland untergebracht werden können.